# Woluwetunnel
De Woluwetunnel is een stedelijke tunnel voor het autoverkeer gelegen in de gemeente Sint-Lambrechts-Woluwe aan de oostelijke kant van het Brussels Hoofdstedelijk Gewest. De tunnel maakt deel uit van de Tweede Ring rond Brussel (R22) en loopt onder het kruispunt van de Woluwelaan met de Paul Hymanslaan en de Emile Vanderveldelaan (N226) en dient voor het doorgaand verkeer op de R22.
De tunnel bevat 2x2 rijstroken en heeft geen middenwand. Er zijn 10 noodnissen aanwezig (5 in elke rijrichting), maar geen noodtelefoons. Aan beide inritten kan de tunnel worden afgesloten door middel van een verkeerslicht. Boven iedere inrit is een elektronisch tekstbord aangebracht waarop maximaal 35 tekens kunnen worden weergegeven. Er is ook verlichting aanwezig in de tunnel, waarvan de intensiteit zich automatisch aanpast op basis van de sterkte van het zonlicht bovengronds.
De tunnel wordt op afstand bewaakt door de operatoren van de 24-uurspermanentie MOBIRIS bij de Brusselse wegbeheerder Mobiel Brussel.
Annie Cordytunnel · Baljuwtunnel · Belliardtunnel · Boileautunnel · Deltatunnel · Georges Henritunnel · Hallepoorttunnel · Jubelparktunnel ·Koninginnetunnel · Kortenbergtunnel · Kruidtuintunnel · Kunst-Wettunnel · Louizatunnel · Madoutunnel · Montgomerytunnel · Naamsepoorttunnel · NAVO-tunnel · Pachecotunnel · Reyerstunnel · Rogiertunnel · Stefaniatunnel · Tervurentunnel · Troontunnel · Van Praettunnel · Vleurgattunnel · Wettunnel · Woluwetunnel